# Acanthaspis petax
Acanthaspis petax Stål, 1865, noto talvolta come reduvio assassino o insetto assassino, è un insetto appartenente all'ordine Rhynchota che si nutre di formiche e di organismi più piccoli come scarafaggi e mosche. Questa specie si caratterizza per il fatto di applicarsi sul dorso le carcasse e cadaveri degli esoscheletri delle sue prede dopo essersi nutrito delle loro interiora, per nascondersi dalla predazione degli insetti più grandi o aracnidi quali i ragni della famiglia Salticidae.
Questo insetto vive nell'Africa orientale vicino al lago Vittoria, in paesi come l'Uganda, il Kenya e la Tanzania.